# Episodi de Il medico di campagna (diciottesima stagione)
La diciottesima stagione della serie televisiva Il medico di campagna è stata trasmessa in anteprima in Germania dalla ZDF tra l'8 gennaio 2009 e il 3 aprile 2009.
| nº | Titolo originale        | Titolo italiano | Prima TV Germania | Prima TV Italia |
| -- | ----------------------- | --------------- | ----------------- | --------------- |
| 1  | Alles auf Anfang!       |                 | 8 gennaio 2009    |                 |
| 2  | Reine Nervensache       |                 | 9 gennaio 2009    |                 |
| 3  | Reanimationsversuche    |                 | 16 gennaio 2009   |                 |
| 4  | Festgefahren            |                 | 23 gennaio 2009   |                 |
| 5  | Intrige mit Folgen      |                 | 30 gennaio 2009   |                 |
| 6  | Florians Flucht         |                 | 6 febbraio 2009   |                 |
| 7  | Unversöhnlich           |                 | 13 febbraio 2009  |                 |
| 8  | Schusswechsel           |                 | 20 febbraio 2009  |                 |
| 9  | Vertrauter Fremder      |                 | 27 febbraio 2009  |                 |
| 10 | Zwei Väter für ein Kind |                 | 6 marzo 2009      |                 |
| 11 | Wen man einmal liebt    |                 | 13 marzo 2009     |                 |
| 12 | Gnade vor Recht         |                 | 20 marzo 2009     |                 |
| 13 | Wechselschritt          |                 | 27 marzo 2009     |                 |
| 14 | Schritte ins Ungewisse  |                 | 3 aprile 2009     |                 |